# 노동법

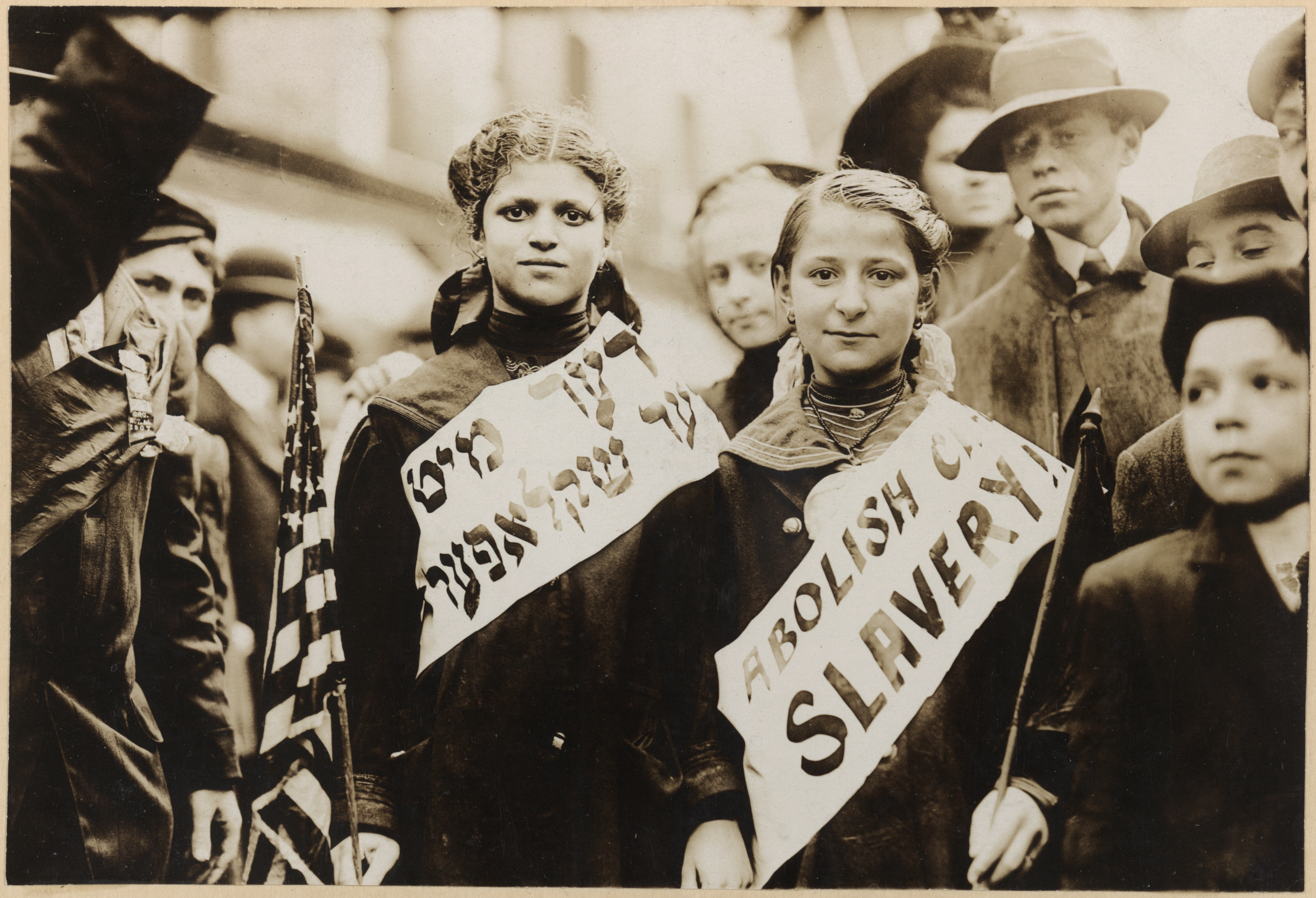

노동법(勞動法, 영어: labour/labor law, labour code, employment law)은 노동자의 권익 보호 및 보장과 사용자의 관계 및 근로조건 등을 규정하는 법을 말한다

## 정의
현대 민법은 모든 개인을 평등한 인격체로 보고 계약자유의 원칙의 관점에서 사회현상을 바라본다. 그러나 자본주의 사회에서 많은 수의 노동자와 사용자 사이의 문제를 해결하기에는 민법이 부족하기에 노동자의 필요와 불평등성을 해소하기 위해 노사간의 관계를 특별히 규정한 법을 노동법이라 한다.

## 역사
노동법은 노동자와 고용주 간의 관계가 소규모 기업에서 대규모 공장으로 이전하면서 산업혁명과 병행하여 발생하였다. 노동자들은 노동조합에 참여하여 더 나은 조건과 권리를 찾으려 했던 반면, 고용주들은 더 예측 가능하고 유연성 있는, 또 비용이 덜 드는 노동력을 강구하였다.

## 나라별 노동법

### 대한민국
대한민국의 경우 단일 노동법은 존재하지 않는다. 여러 가지 법안에 노동에 관한 내용이 포함되어 있다. 대표적인 예로 임금, 근로시간, 해고제한 등 근로조건의 최저기준을 정한 근로기준법, 근로자의 업무상 재해에 대한 보상기준을 정한 산업재해보상보험법, 근로자의 고용안정과 실업급여 등을 내용으로 하는 고용보험법, 최저임금의 기준과 결정을 정한 최저임금법, 노동조합과 노동쟁의조정에 관한 노동조합 및 노동관계조정법, 근로자파견사업의 적정한 운영을 기하고 파견근로자의 근로조건등에 관한 기준을 정한 파견근로자보호 등에 관한 법률 등이 있다. 보통 이를 총 망라하여 노동법이라 부른다.

### 조선민주주의인민공화국
조선민주주의인민공화국의 노동법은 김정은(김일성, 김정일과 같은 준칙)의 지침에 따라 적용되어 군대식 근무 환경 여건이 적용되지만, 대부분의 북조선 근로자들은 고용 능력이 상당히 열악한데다, 일반 공휴일로 분류되는 일요일마저 근무하는 등 커다란 부작용이 있다.

## 같이 보기
- 근로기준법
- 산업재해보상보험법
- 고용보험법
- 고용보험 및 산업재해보상보험의 보험료징수 등에 관한 법률
- 기간제 및 단시간근로자 보호등에 관한 법률
- 파견근로자보호 등에 관한 법률
- 산업안전보건법
- 남녀고용평등과 일ㆍ가정 양립 지원에 관한 법률
- 근로자퇴직급여 보장법
- 임금채권보장법
- 직업안정법
- 근로자복지기본법
- 사회보장기본법
- 외국인근로자의 고용 등에 관한 법률

- 노동조합 및 노동관계조정법
- 노동위원회법
- 근로자참여및협력증진에관한법률
- 공무원의 노동조합 설립 및 운영 등에 관한 법률
- 교원의 노동조합 설립 및 운영 등에 관한 법률